# Bitterfeld
Bitterfeld var en stad fram till 30 juni 2007 och är numera en ortsteil i staden Bitterfeld-Wolfen i förbundslandet Sachsen-Anhalt i Tyskland. Staden Bitterfeld hade 15 728 invånare 2007.
Bitterfeld grundades 1153.
Bitterfeld är känt för sina stora kemiska anläggningar vid bland annat VEB Chemiekombinat Bitterfeld. Industriområdet ingår i Mitteldeutsches Chemiedreieck. I dag har Bayer Healthcare (Bayer AG) produktion i Bitterfeld.
Staden har tidigare även inrymt en mängd andra industrier som keramisk industri och metallindustri, och omges av ett omfattande brunkolsområde. 1938 öppnades vad som då var Europas modernaste institut för metallforskning.
Bitterfeld har gett namn åt Bitterfelder Weg inom den tyska litteraturen som syftar på den socialistiska realism som författare skulle återge i sin litteratur utifrån det östtyska arbetslivet.